# Uryū
Uryū (jap. 雨竜町 Uryū-chō) – miasto w Japonii, w prefekturze Hokkaido, w podprefekturze Sorachi. Według danych na rok 2020 miejscowość zamieszkiwało 2 389 mieszkańców , a gęstość zaludnienia wyniosła 12,5 os./km².